# Lise Enjalbert
 Lise Enjalbert (* 1. Juli 1916 in Tiaret, Algerien; † 22. März 2015 in Toulouse, Frankreich) war eine französische Medizinerin, Bakteriologin und Hochschullehrerin. Sie war Professorin für Virologie an der Medizinischen Fakultät der Universität Toulouse und gründete und leitete das erste Bakteriologie- und Hygienelabor in Toulouse.

## Leben und Werk

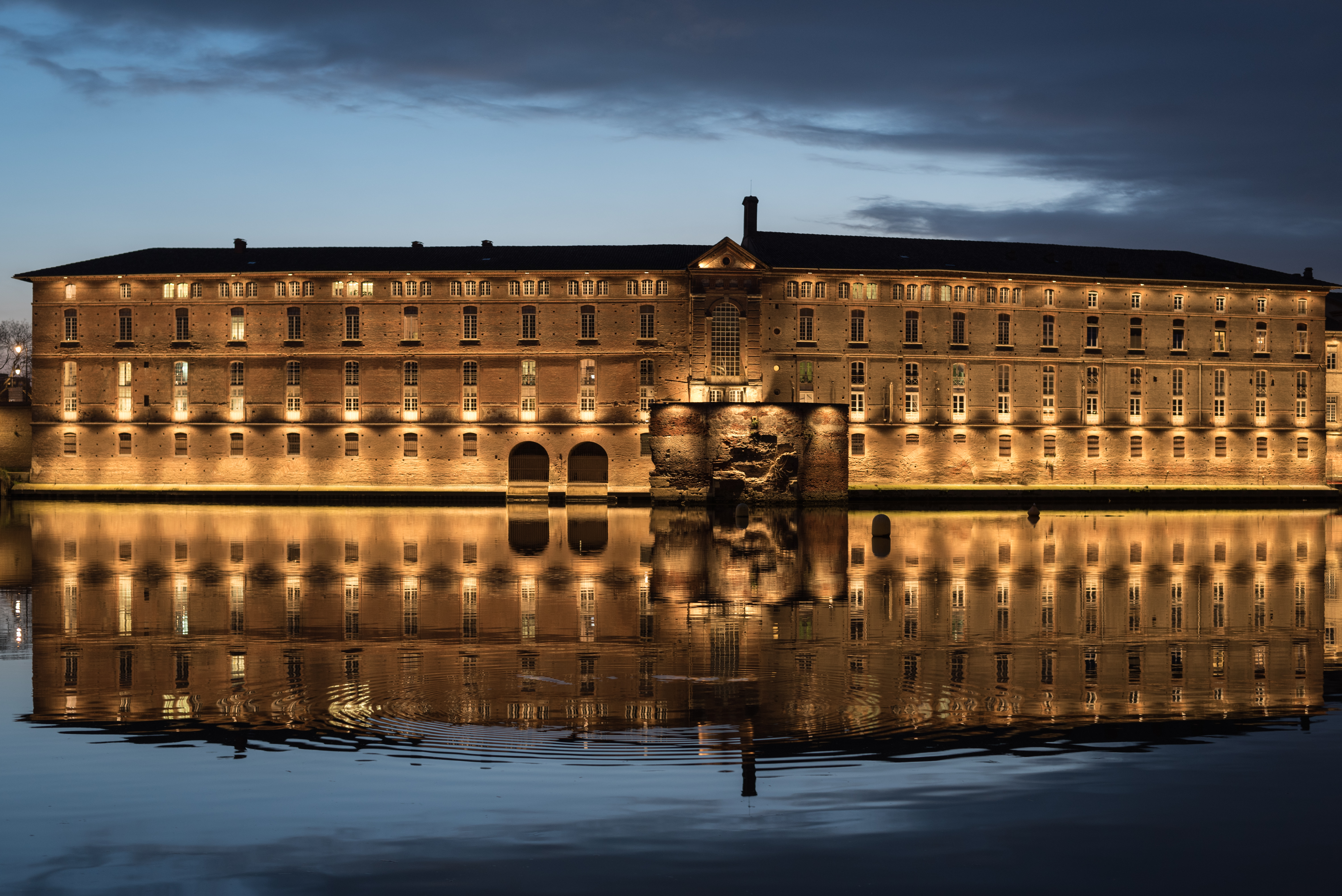
Fassade des Hôtel-Dieu Saint-Jacques in Toulouse mit Spiegelungen in der Garonne

Enjalbert war die Tochter von Aimée Trulla und des Sektionschefs der algerischen Eisenbahn, Auguste Trulla. Nach dem Schulbesuch in Kabylie und Oren begann sie 1934 als eine von 10 weiblichen unter 120 männlichen Studenten ein Medizinstudium in Toulouse. Im Jahr 1941 promovierte sie mit einer Dissertation über die Probleme der serologischen Diagnose des Typhus.
Anschließend war sie Assistentin für Bakteriologie und Hygiene an der medizinischen Fakultät der Universität Toulouse. Sie ging 1949 mit ihrem Mann nach Boston, wo sie an der Harvard University im Laboratorium des Nobelpreisträgers John F. Enders forschte und die Methode der Gewebekultur des Poliomyelitisviruses kennenlernte. Nach ihrer Rückkehr nach Frankreich legte sie das Staatsexamen in Bakteriologie ab und gründete und leitete das erste Bakteriologie- und Hygienelabor in Toulouse. Sie erhielt 1956 eine Professur ohne Lehrstuhl und wurde 1965 Inhaberin des Lehrstuhls für Bakteriologie und Virologie, Krankenhausbiologin und Abteilungsleiterin.
Nach der Einführung der Virologie in den Krankenhäusern von Toulouse beteiligte sie sich an der Errichtung zentraler mikrobiologischer Laboratorien, entwickelte Vorschriften für die Krankenhaushygiene und gründete das Komitee zur Bekämpfung nosokomialer Infektionen.
Nach ihrer Pensionierung gründete sie 1985 die Association des amis de l'Hôtel-Dieu et de La Grave   und schrieb zwei Bücher, 1989 über die Geschichte des Hôtel-Dieu Saint-Jacques in Toulouse und 1994 über die Geschichte des Hôpital de La Grave. Das Hôtel-Dieu Saint-Jacques wurde 1998 als Teil des Jakobsweges nach Santiago de Compostela in die Liste des UNESCO-Weltkulturerbes aufgenommen.
Enjalbert war von 1988 bis 1990 die erste weibliche Präsidentin der Académie des Sciences Inscriptions et Belles Lettres de Toulouse, der sie seit 1964 angehört hatte.
Enjalbert starb 2015 im Alter von 98 Jahren.

## Ehrungen
- Ritterkreuz der Ehrenlegion
- Am 19. Mai 2005 wurde sie als erste Frau zur Betreuerin der Académie des Jeux floraux gewählt
- 2016 wurde der Saal Lise Enjalbert im L'Hôtel Dieu in Toulouse eingeweiht
- In Toulouse trägt die Endstation der bis 2022 längsten Stadtseilbahn in Frankreich ihr zu Ehren den Namen: Oncopole - Lise Enjalbert[3][4]

## Veröffentlichungen (Auswahl)
- mit Danielle Vergnes, Nicolle Moatti, Xavier Monrozies, Frank Lazorthes: Pre-operative colonic preparation using kanamycin and metronidazole: qualitative and quantitative effects on the bacterial flora of the intestine. Journal of Antimicrobial Chemotherapy, Volume 6, Issue 6, 1980, S. 709–716.
- Simple vocabulaire d'hygiène hospitalière. Privat, 1990.
- Hôtel-Dieu Saint-Jacques de Toulouse. Association des Amis de l'Hôtel-Dieu Saint-Jacques et de l'hôpital Saint-Joseph de la Grave, 1989.
- Un château dans Toulouse, „Les Verrières  “. Académie des sciences, inscriptions et belles-lettres de Toulouse, 1988.
- L’Hôpital Saint-Joseph de la Grave. 1994.